# 愈快乐愈堕落
《愈快乐愈堕落》是一套1998年上映的香港電影，由關錦鵬導演執導，此片於第11屆新加坡国际电影节獲得國際影評人費比西特別提名獎、第48屆柏林國際電影節獲得阿爾弗萊德獎及泰迪熊獎，陳錦鴻個人亦於新加坡国际电影节中奪得最佳男主角。

## 劇情
年轻的阿哲（柯宇纶飾）对同龄人不感兴趣，爱上在游泳馆游泳时总是一言不发旁若无人的已婚男人冯伟（陈锦鸿飾），然而因为自信的缺失，他没敢同冯伟表白，而是借助与冯伟的妻子月纹（邱淑贞飾）发生性关系，在想象中完成与他的肌肤之亲。月纹的意外死亡令冯伟想起之前两人冷淡的关系，明白到月纹在心中所占分量，陷入自责中不能自拔，陪在他身边暗恋他的朋友（曾志伟飾）虽心疼却也不敢表示出太过直白的关心，只能规劝凡事想开慢慢会好。阿哲亦觉自己应为月纹的死负一定责任，愧疚地逃到台北，偶遇外形同月纹不差的rose（邱淑贞飾），借醉酒将自己的压抑吐出之后，rose要他对心诚实，可是她又有着怎样的心事，又是如何排解，却是无人能知。 

## 獎項
| 頒獎典禮                  | 獎項         | 名單           | 結果 |
| ------------------------- | ------------ | -------------- | ---- |
| 第48屆柏林影展            | 阿爾弗萊德獎 |                | 獲獎 |
| 第48屆柏林影展            | 泰迪熊獎     |                | 獲獎 |
| 第18屆香港電影金像獎      | 最佳導演     | 關錦鵬         | 提名 |
| 第18屆香港電影金像獎      | 最佳女主角   | 邱淑貞         | 提名 |
| 第18屆香港電影金像獎      | 最佳男配角   | 曾志偉         | 提名 |
| 第18屆香港電影金像獎      | 最佳攝影     | 關本良         | 提名 |
| 第18屆香港電影金像獎      | 最佳美術設計 | 余家安         | 提名 |
| 第18屆香港電影金像獎      | 最佳原創音樂 | 于逸堯、梁基爵 | 提名 |
| 第5屆香港電影評論學會大獎 | 最佳電影     |                | 提名 |
| 第5屆香港電影評論學會大獎 | 最佳導演     | 關錦鵬         | 提名 |
| 第5屆香港電影評論學會大獎 | 最佳編劇     | 魏紹恩         | 提名 |
| 第5屆香港電影評論學會大獎 | 最佳男演員   | 曾志偉         | 提名 |
| 第5屆香港電影評論學會大獎 | 最佳女演員   | 邱淑貞         | 提名 |
| 第5屆香港電影評論學會大獎 | 推薦電影     |                | 獲獎 |
| 第35屆金馬獎              | 最佳男配角   | 曾志偉         | 獲獎 |

## 外部連結
- 開眼電影網上《愈快乐愈堕落》的資料（繁體中文）
- 香港影庫上《愈快乐愈堕落》的資料（繁體中文）
- 时光网上《愈快乐愈堕落》的資料（简体中文）
- 豆瓣电影上《愈快乐愈堕落》的資料 （简体中文）
- 爛番茄上《愈快乐愈堕落》的資料（英文）
- AllMovie上《愈快乐愈堕落》的资料（英文）
- 互联网电影数据库（IMDb）上《愈快乐愈堕落》的资料（英文）

1. ↑  . movie.douban.com.   [2017-08-19]. （原始内容存档于2017-08-19） （中文（简体））.